# Порудолинская, Ольга Борисовна
Ольга Борисовна Порудолинская (11 июля 1906, Куренец, Виленская губерния — 19 сентября 1978, Ленинград) — советская актриса театра и кино. Заслуженная артистка РСФСР (8.03.1960).

## Биография
Родилась 11 июля 1906 года в Куренце (ныне — в Вилейском районе Минской области).
Окончила студию им. Ю. М. Юрьева. Служила в Ленинградском ТЮЗе (1929—1932) и в Ленинградском областном ТЮЗе (1933—1937).
С 1937 года — актриса Ленинградского театра Комедии.
Заслуженная артистка РСФСР (1960).
Умерла 19 сентября 1978 года. Похоронена на Северном кладбище Санкт-Петербурга.

## Театральные работы

#### Ленинградский театр Комедии
- 1937 — «Терентий Иванович» Юрия Свирина, (реж. Николай Акимов) — старуха Нефедьевна
- 1938 — «Простая девушка» Василия Шкваркина, (реж. Эраст Гарин) — Прасковья Ивановна
- 1947 — «О друзьях-товарищах» Владимира Масса и Михаила Червинского — Анна Павловна
- 1959 — «Трёхминутный разговор» В. Левидовой, (реж. Николай Акимов) — домработница Дуня

## Фильмография
- 1956 — Софья Ковалевская — Прасковья Никитишна
- 1957 — Улица полна неожиданностей — Надежда Павловна, жена Воднева
- 1958 — Андрейка
- 1958 — Евгений Онегин (фильм-опера) — няня
- 1959 — Повесть о молодожёнах — Светлана Филипповна, мать Светланы
- 1962 — Женихи и Ножи (ТВ) — клиентка («Женихи»)
- 1963 — Внимание! В городе волшебник! — бабушка Таты
- 1963 — Пока жив человек — тётя Саша, нянечка
- 1963 — Трудные дети — бабушка Вани
- 1964 — Поезд милосердия — мать Юлии Дмитриевны